# In Defence of Our Earth
In Defence of Our Earth – tytuł albumu wydanego przez anarchopunkowy zespół Oi Polloi ze Szkocji. Materiał został wydany przez Words of Warning Records w 1990 roku. Wznowiony przez Nikt Nic Nie Wie w 2006

## Utwory
1. Thin Green Line
2. 23 Hours
3. When Two Men Kiss
4. Whale Song
5. What Have We Done?
6. Victim of a Chemical Spillage
7. Anarcho-Pie
8. Clachan Chalanais
9. Free the Henge
10. Nazi Scum
11. World Park Antartica